# Piptospatha remiformis
Piptospatha remiformis är en kallaväxtart som beskrevs av Henry Nicholas Ridley. Piptospatha remiformis ingår i släktet Piptospatha och familjen kallaväxter. Inga underarter finns listade.